# Walka powietrzna 5 października 1914
Walka powietrzna 5 października 1914 – pierwsza oficjalna walka powietrzna w historii lotnictwa, która zakończyła się zwycięstwem jednego z uczestników i zestrzeleniem przeciwnika. Odbyła się w regionie Reims w północno-wschodniej Francji w niecałe trzy miesiące po wybuchu I wojny światowej. Francuski pilot sierżant Joseph Frantz i mechanik/strzelec kapral Louis Quenault w samolocie bombowym Voisin III, zestrzelili niemiecki samolot wielozadaniowy Aviatik B.I (P14).

## Geneza
Historyk lotnictwa Harry Woodman uznał, że incydent w 1913 podczas rewolucji meksykańskiej był „pierwszym powietrznym pojedynkiem w historii między dwoma samolotami”. Amerykańscy piloci Phil Rader i Dean Ivan Lamb, którzy byli po przeciwnych stronach konfliktu, strzelali do siebie z rewolwerów pilotując samoloty – żaden nie został trafiony.
Podczas I wojny światowej 25 sierpnia 1914 Roland Garros i porucznik de Bernis zostali pierwszymi lotnikami, którzy zadali obrażenia wrogiemu samolotowi, który uciekł, pikując – jeden z Niemców na pokładzie został ranny. 8 września Rosjanin Piotr Niestierow był pierwszym pilotem w historii, który zniszczył austro-węgierski samolot, taranując go. Niestierow i dwuosobowa załoga austro-węgierskiego dwupłata zginęła.

## Walka powietrzna
W poniedziałek rano 5 października 1914, sierżant Joseph Frantz i kapral Louis Quenault otrzymali misję przeprowadzenia bombardowania w sektorze linii niemieckich w Fort de Brimont. Na wniosek Frantza dwupłatowiec Voisin III został uzbrojony w karabin maszynowy Hotchkiss Mle 14, który nie był wówczas standardem. Około godziny 8:00 rano wystartowali z polowego lotniska w Lhéry i wznieśli się na wysokość 2000 metrów. Po zakończeniu misji, lecąc nad liniami francuskimi, załoga Voisina zauważyła nieuzbrojonego niemieckiego Aviatika B.I (P14), pilotowanego przez sierżanta Wilhelma Schlichtinga, któremu towarzyszył porucznik obserwator Fritz von Zangen, uzbrojony w zwykły karabin piechoty. Frantz zdecydował się zaatakować niemiecki samolot, wiedząc z wcześniejszych nieudanych walk powietrznych, że tylko zbliżając się na odległość ok. 10 metrów może trafić przeciwnika. Z powodu zawodności karabinu maszynowego, który miał tendencję do zacinania się, konieczne było strzelanie krótkimi seriami, podejmując kolejne próby gdy tylko udało się osiągnąć niewielką odległość od wrogiej maszyny.
Frantz uzyskał pozycję swojego samolotu za ogonem Aviatika, nieco nad nim, aby ułatwić celowanie kapralowi Quenault. Ten otworzył ogień i przez kwadrans polował na cel, który próbował uciec, wykonując szeroką spiralę. Po wystrzeleniu czterdziestu siedmiu pocisków karabin maszynowy Hotchkiss zaciął się, więc Quenault rozpoczął demontaż zamka, aby go naprawić. W tym momencie niemiecki samolot trafiony chwilę wcześniej w zbiornik paliwa zaczął opadać na lewe skrzydło i pikować ku ziemi ogarnięty ogniem, rozbijając się w pobliżu Jonchery-sur-Vesle, niedaleko francuskich żołnierzy pod dowództwem generała d’Espéreya, którzy obserwowali walkę ze swoich okopów. Niemiecki pilot sierżant Wilhelm Schlichting poległ jeszcze w powietrzu, trafiony pociskiem karabinu maszynowego, natomiast obserwator porucznik Fritz von Zangen zginął w wyniku zderzenia samolotu z ziemią. Generał d’Espérey rozkazał pochować zwłoki Niemców z wojskowymi honorami.
Za tę pierwszą historyczną walkę powietrzną kapral Louis Quenault otrzymał Medal Wojskowy, a sierżant Joseph Frantz, który już wcześniej został nim odznaczony, został mianowany Kawalerem Orderu Narodowego Legii Honorowej.

## Galeria

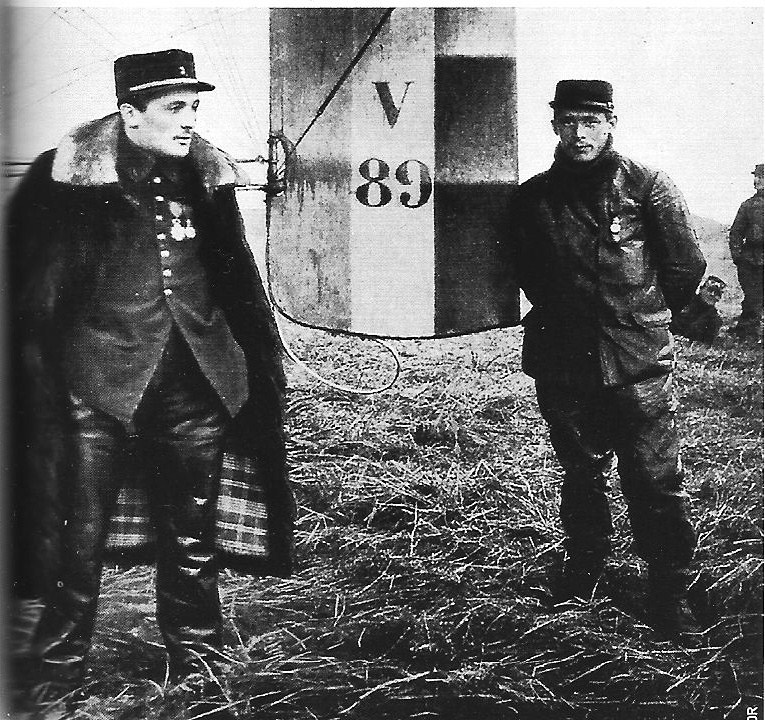
Joseph Frantz i Louis Quenault po walce
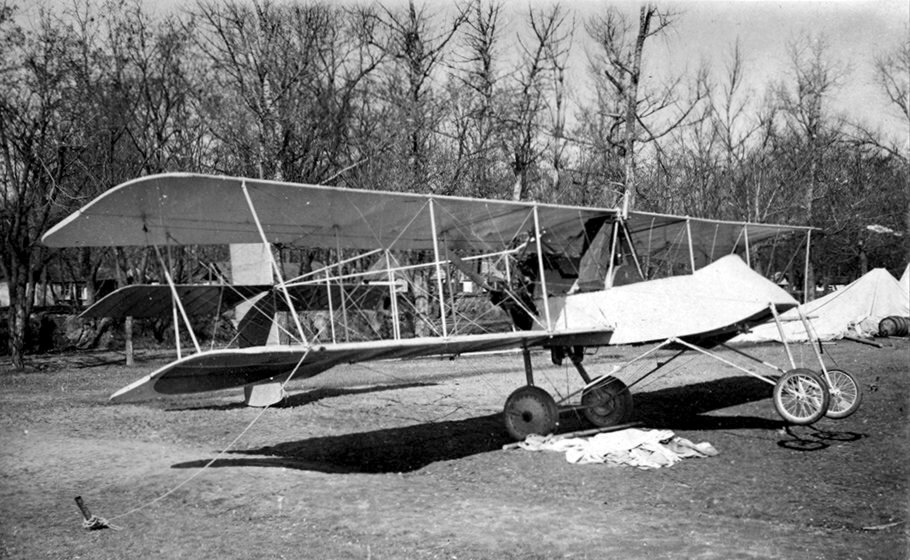
Voisin III
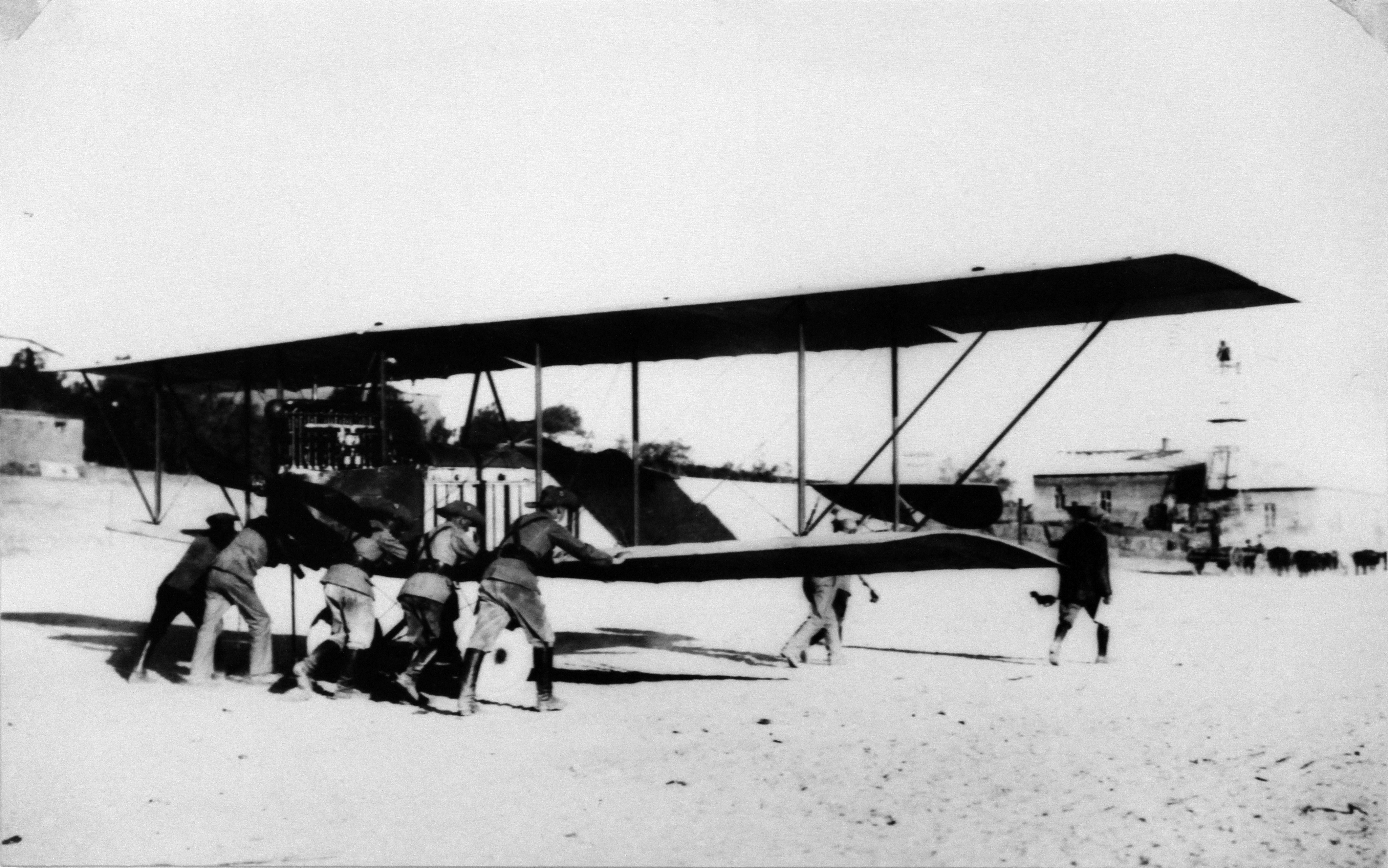
Aviatik B.I (P14)
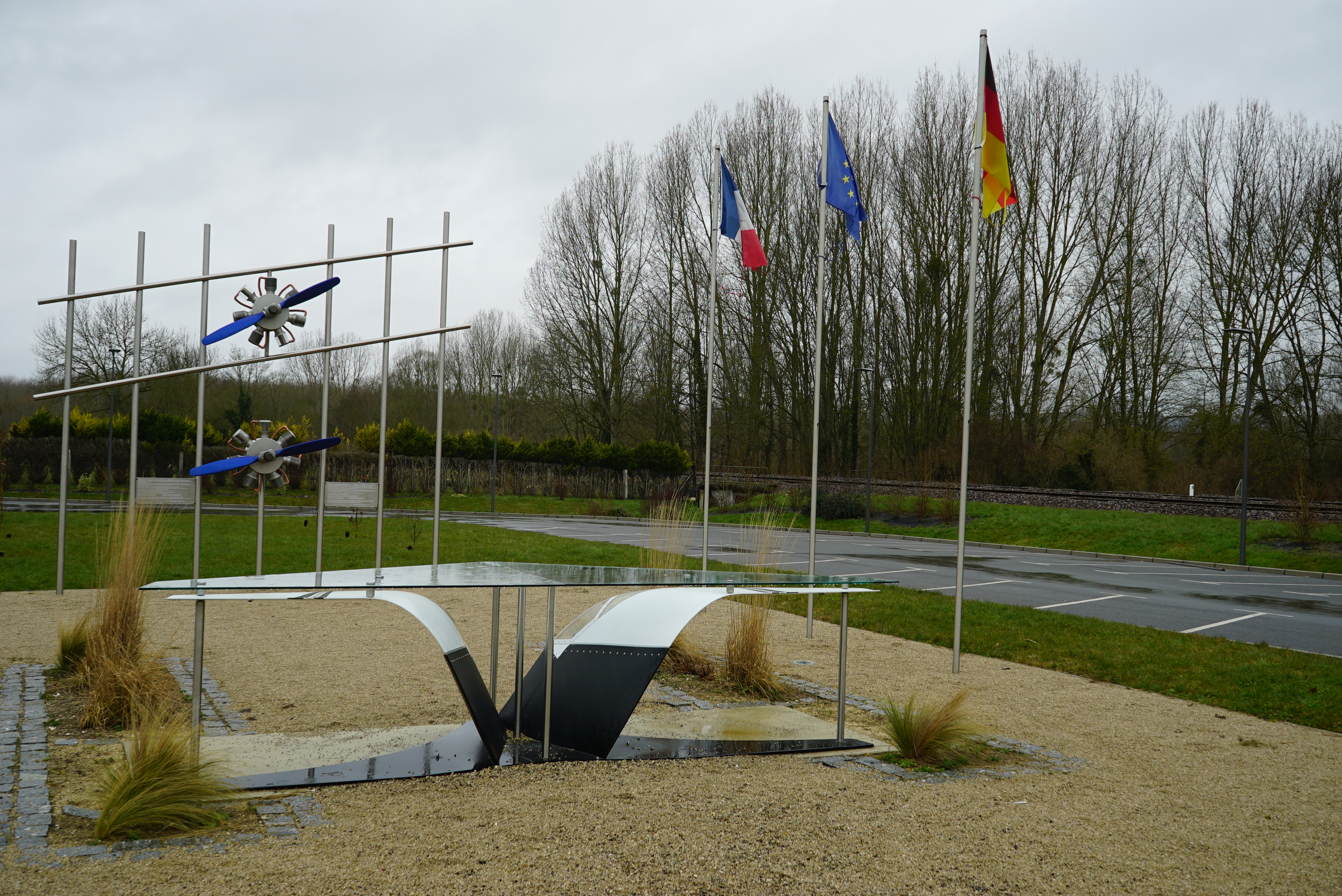
Pomnik walki powietrznej 5 października 1914 w Muizon